# Ѹ
Ѹ (minuskule ѹ) je již běžně nepoužívané písmeno cyrilice. Jedná se o ligaturu, která byla postupem času zjednodušena do písmena У. Písmeno může psáno též jako spojení písmen О a У: ОУ. V minulosti byly obě komponenty ligatury zapisovány také ve vertikální poloze (Ꙋ, minuskule ꙋ; objevuje se např. na konci 12. století v dopise Povela Bana Kulina).
| Znak            | Ꙋ                                    | Ꙋ                                    | ꙋ                                  | ꙋ                                  |
| --------------- | ------------------------------------ | ------------------------------------ | ---------------------------------- | ---------------------------------- |
| Název v Unicodu | Cyrillic capital letter monograph UK | Cyrillic capital letter monograph UK | Cyrillic small letter monograph UK | Cyrillic small letter monograph UK |
| Kódování        | dec                                  | hex                                  | dec                                | hex                                |
| Unicode         | 42570                                | U+A64A                               | 42571                              | U+A64B                             |
| UTF-8           | 234 153 138                          | ea 99 8a                             | 234 153 139                        | ea 99 8b                           |
| Číselná entita  | &#42570;                             | &#xA64A;                             | &#42571;                           | &#xA64B;                           |

V hlaholici písmenu Ѹ odpovídá písmeno Ⱆ.